# Порушення авторського права

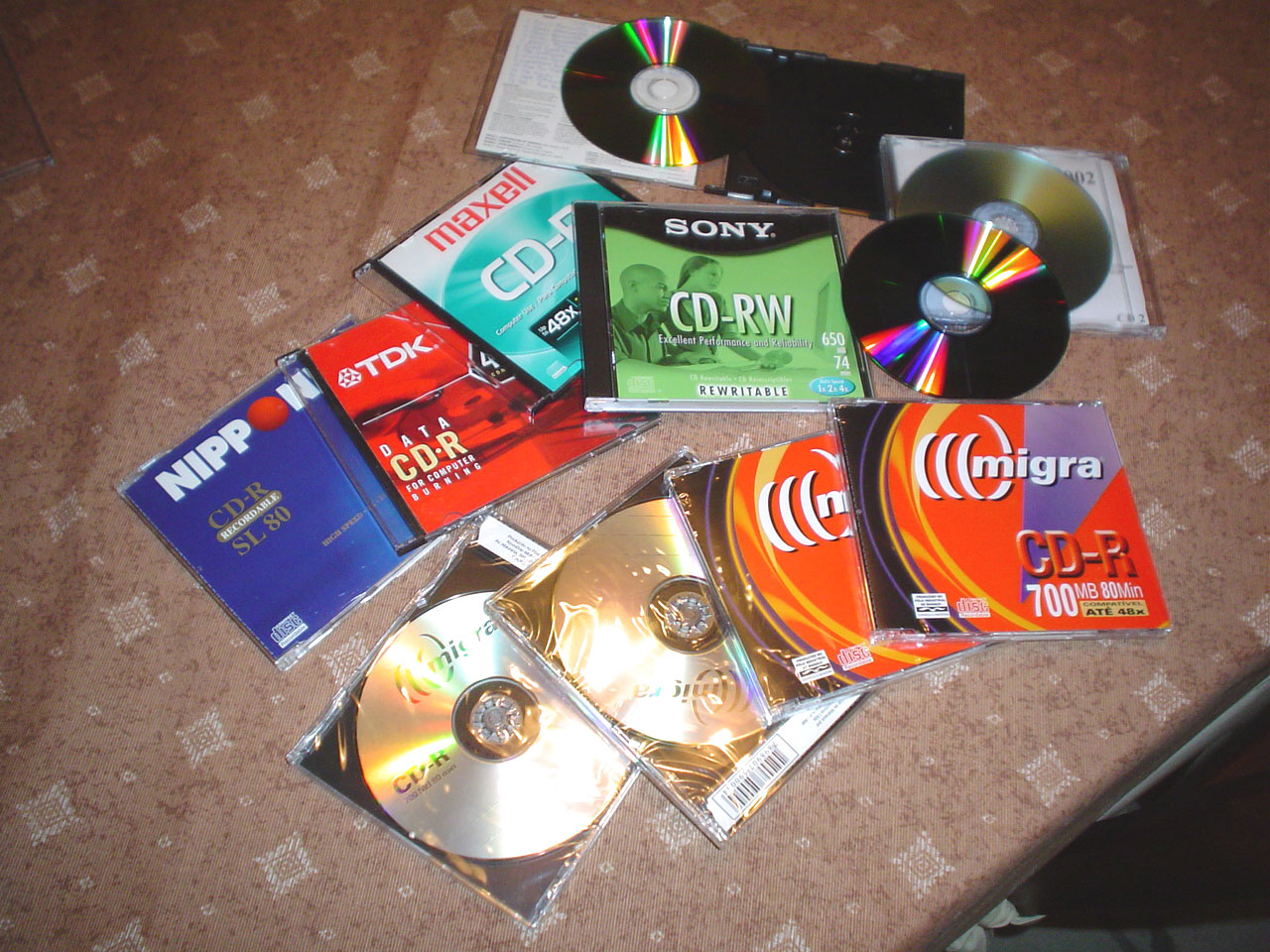
Компакт-диск, що придатний до запису у домашніх умовах. Такі носії найчастіше використовуються для порушення прав інтелектуальної власності

Порушення авторського права (контрафакція; піратство, якщо мова йде про порушення майнових авторських прав) — дії, спрямовані на протиправне використання об'єктів права інтелектуальної власності, що належать іншим особам, умисно вчинені особою, яка розуміє протизаконний характер цих дій (часто, з метою отримання матеріальної вигоди).

## Піратство
Термін піратство був вперше використаний 1603 року. 1879 року англійський поет Лорд Альфред Теннісон використав його у передмові до поеми «Історія кохання» (англ. «The Lover's Tale»), де автор скаржився на незаконне використання окремих фрагментів твору. Приблизно в той самий час цей термін знайшов своє закріплення в офіційних документах.

## Види порушень

### Аудіопіратство
Копіювання та розповсюдження копій музичних композицій. Враховуються продаж музичних альбомів як на аудіо-касетах, так і на компакт-дисках. Також за аудіопіратство вважається й розповсюдження музичних композицій з використанням комп'ютерної мережі.
Історично, одна з перших форм комп'ютерного піратства набула особливого поширення із початком промислового виробництва аудіокасет. У колишньому СРСР піратські аудіокасети відрізнялися низькою якістю звуку, через що не набули досить великого поширення.
У мережі Інтернет обмін музичними композиціями став дійсно поширеним завдяки виникненню формату MP3 і розвитку P2P-технологій. Існує велика кількість різноманітних пірингових мереж, що утримують мільйони користувачів та терабайти музичних композицій.

### Відеопіратство
Розповсюдження копій фільмів або телепередач на дисках, касетах та шляхом копіювання через комп'ютерні мережі. Може здійснюватись як із ціллю отримання прибутку (продаж контрафактної продукції у магазинах, або з рук), так і без (розповсюдження копій фільмів через локальні комп'ютерні мережі або інтернет, обмін дисками із друзями). Комерційна продукція такого роду відрізняється тим, що вона може з'явитися ще до офіційного виходу фільму у прокат (відомі випадки, коли у продажу з'являлись недороблені робочі версії фільмів, вкрадені у знімального гурту). Якість запису може досить вагомо поступатися ліцензійному, бо «пірати», керуючись бажанням якнайскоріше випустити фільм у продаж, випускають його «екранну» копію, що знята камерою прямо у залі кінотеатру. Зрозуміло, що якість такої копії набагато нижча за якість ліцензійної.
Існує багато джерел, звідки пірати беруть копії фільмів. Найголовніші з них:
1. Камрип (CAMRip) — таку версію знімають на звичайну, найчастіше аматорську відеокамеру безпосередньо під час перегляду фільму в кінотеатрі. Відеофайли, отримані таким методом найчастіше мають найнижчу якість серед усіх способів.
2. Телесинк (TS, TeleSync) — метод дуже подібний до камприпу, але для його успіху необхідне залучення працівників кінотеатрів, найчастіше операторів показу. Камеру встановлюють на триногу біля вікна, а дроти звуку вставляють безпосередньо до аудіовихода проектора. В результаті — особливо, якщо використовувалася професійна камера — виходить краща по якості, ніж камрипова копія фільму. Звук же майже не відрізняється від ліцензійної копії.
3. ТВ-рип (TV-rip), HDTV-rip — такий варіант копії беруть безпосередньо з телевізора. В даному випадку можна копіювати тільки ті фільми, які вийшли до телепрокату. Копію найчастіше роблять за допомогою VHS-магнітофона або DVD-рекордера, зрідка з допомогою ТВ-тюнера. Якість напряму залежить від якості оцифровки та рівня початкового сигналу. Часто пірати навіть не вирізають рекламу та значок каналу. У випадку HDTV-rip якість початкових відео та звуку є дуже високою і це дозволяє перекодування у файл з більшою роздільною здатністю.
4. Воркпринт (WP, WorkPrint) — цю копію створюють працівники кіностудій чи технічних відділів, які залучені до створення фільму. Вони зазвичай викладають до інтернету копію за декілька тижнів чи навіть місяців до показу. Часто вміст таких копій не збігається з ліцензійним.
5. «TeleCine» (TC, TeleCine) — тут оператори кінопоказу, які зв'язані з піратами ставлять в будці спеціальний кінодатчик. Цей пристрій кріпиться до проектора і захоплює зображення «на льоту». Звук же, як і в випадку з телесинком передається напряму. Виходить зображення, яке майже не відрізнити від DVD-рипу.
6. «Скринер» (DVD-Screener) — зазвичай, перед показом фільмів в кіножурнали висилається спеціальна копія фільму, щоб кіножурналісти могли написати про них статті. Деякі журналісти за матеріальну винагороду передають ці копії піратам. Якість виходить хорошою, але є багато вставок, які попереджують, що цей фільм не для масового перегляду. Інколи, кінокомпанії навмисно роблять деякі частини фільму чорно-білим кольором.
7. DVD-рип (DVD-Rip), BDRip — найкраща можлива піратська копія фільму. Її роблять з ліцензійного диску і якість напряму залежить від налаштувань захоплення відео.

### Піратство програмного забезпечення

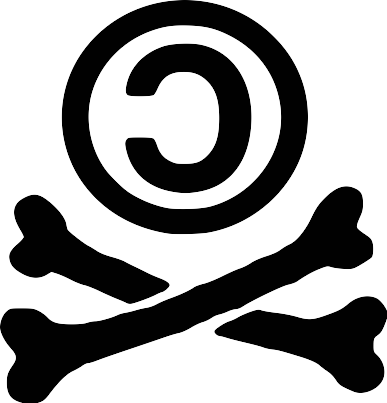
Copy Roger — символ, який використовують інтернет-спільноти для позначення несанкціонованих копій

Нелегальне копіювання та розповсюдження програмних продуктів на дисках та через комп'ютерні мережі, що включає також зняття (нейтралізацію) різноманітних програмних систем захисту (варез). Для цього існує спеціальний клас програмного забезпечення — так звані англ. «cracks» (укр. кряки чи крякалки) — тобто спеціальні патчі, готові серійні номери або їх генератори для продукту, котрі знімають з нього обмеження, пов'язані з вбудованим захистом від нелегального використання.
Окрім цього існують допоміжні програми для полегшення процесу зламу — налагоджувачі, дизасемблери, редактори PE-заголовка, редактори ресурсів, розпакувальники і так далі. Для подальшого використання ліцензії способом заміни ліцензійного пробного ключа кожного місяця, коли дається безкоштовно наприклад для антивірусів, копіюється ліцезійний пробний ключ із вже знову пробною ліцензією.
Іноді піратство в непрямій формі заохочується власником авторських прав. Це є різновидом недобросовісної конкуренції. Класичним прикладом є продукт Microsoft Windows, поновлення котрої дозволяється на офіційному сайті компанії не зважаючи на очевидну нелегальність копії (станом на березень 2007 проводиться тонке розрізнення між легальною та нелегальною копією — для легальної можна робити вибірковий пакет оновлення, а для піратської — тільки автоматичне оновлення). Це робиться для того, щоб зайняти та утримувати монопольне становище на ринку. Після закінчення цієї частини слідує наступна — компанія правовласник починає у судовому або досудовому порядку вимагати від порушників гроші за використовуване програмне забезпечення, котре вони навряд чи купили б, якби воно було платним з самого початку.

### Піратство відеоігор
Нелегальне поширення відеоігор має свою специфіку — зазвичай в іграх застосовують специфічні види захисту, з прив'язуванням копії гри до носія (CD або DVD диску). Для подолання обмежень використовуються як зламані версії файлів, так і спеціальні емулятори зчитувачів CD або DVD дисків.
Часто пірати виконують локалізацію гри (зазвичай неякісно, тільки субтитри, без озвучування), тоді як офіційна локалізація ще не з'явилась, або взагалі ще не вийшла на території конкретної країни.
Також існує практика випуску піратських збірок, тобто запис на один носій кількох ігор, що не є розрахованими на це. Часто у цих випадках вирізаються не життєво важливі частини гри, наприклад відеоролики та озвучування персонажів.
У сфері сучасних ігрових приставок існує так звана практика «чиповки» (англ. chip — мікросхема, чип) — тобто пірати модифікують схему приставки таким чином, що вона набуває можливості виконувати піратські копії ігор.
Існує багато різновидів неліцензійних ігор: repack, patch, mod (для ОС «Android»), crack, keygen.

### Піратство літературних творів
У зв'язку із появою електронних бібліотек, що безкоштовно надають доступ усім охочим до текстів літературних творів, їхня діяльність почала розглядатися деякими авторами та видавництвами як піратство. Не зважаючи на те, що інтернет бібліотеки зазвичай йдуть назустріч автору, та прибирають твори з відкритого доступу за їхнім проханням, у деяких випадках все ж таки доходить до судових позовів.

## Співвідношення піратства та плагіату
Попри те, що і піратство, і плагіат є прикладами протиправного використання об'єктів інтелектуальної власності, мета цих двох порушень є різною. У випадку піратства порушник в першу чергу має на меті отримання матеріальної вигоди, мета створення у свідомості споживача зв'язку між порушником та об'єктом інтелектуальної власності або зовсім відсутня, або є вторинною. Дуже часто порушник може навіть запобігати ідентифікації через страх понести відповідальність за свої дії.
У випадку із плагіатом порушник в першу чергу має на меті створення у свідомості споживача зв'язку між ним та об'єктом інтелектуальної власності, права на який порушуються. Він бажає аби споживачі ідентифікували його. Мета отримання матеріальної вигоди у цьому випадку може бути присутньою але вона є другорядною адже порушник бажає отримати цю вигоду саме завдяки тому, що його ідентифікують із незаконно використаним об'єктом інтелектуальної власності.

## Визначення у законодавстві України
Кримінальний кодекс встановлює відповідальність за порушення авторських і суміжних прав у статті 176; відповідальність настає за незаконні відтворення, розповсюдження чи інше використання творів, які є об'єктом авторського права, без дозволу авторів, якщо ці дії спричинили шкоду у значному розмірі (понад 20 неоподатковуваних мінімумів доходів громадян). Крім того, у статті 51-2 Кодексу України про адміністративні правопорушення передбачається адміністративна відповідальність за незаконне використання об'єктів права інтелектуальної власності. Також слід згадати статтю 164-9 КпАП, що встановлює адміністративну відповідальність за незаконне розповсюдження примірників аудіовізуальних творів, фонограм, відеограм, комп'ютерних програм, баз даних, а також статтю 164-13 КпАП, яка встановлює адміністративну відповідальність за порушення законодавства, що регулює виробництво, експорт, імпорт дисків для лазерних систем зчитування, експорт, імпорт обладнання чи сировини для їх виробництва".

## Захист авторських прав в інтернеті
Існує три основних способи захисту авторських прав в інтернеті:
- Відправлення листів і претензій власнику сайту або хостинг-провайдеру
- Судовий спір
- Взаємодія з пошуковими сервісами для видалення сторінок з результатів пошуку

В Україні вже сформувалася велика судова практика по захисту авторських прав в інтернеті, при цьому найбільш складними моментами все ще залишаються:
1. Визначення особи, винної в порушенні прав;
2. Визначення та обґрунтування розміру шкоди, що завдана правовласнику[6].

При цьому в Україні та СНД, майже не використовується надзвичайно популярний у США інструмент: видалення сайту-порушника з пошукових результатів, за допомогою інструментів, визначених Законом США «Про авторське право в цифрову епоху».
На весні 2024 року Україна долучилася до всесвітньої онлайн-платформи World Intellectual Property Organization, яка дозволяє блокувати рекламу на сайтах, що порушують авторські права. Це означає, що піратські сайти втрачають можливість заробляти на розміщенні реклами, що робить такий бізнес менш привабливим. Крім того, Закон України «Про рекламу» передбачає покарання для тих, хто розміщує рекламу на піратських сайтах, а популярні платіжні системи відмовляються співпрацювати з власниками таких ресурсів.

## Причини піратства
Первинною причиною піратства є надзвичайно низька матеріальна складова в собівартості ліцензійної продукції. Сучасні технології зробили копіювання інформації дуже простою та дешевою справою. Раніше легальні виробники мали природний захист у вигляді технологічної переваги та ефекту масштабу. Кожен міг переписати книжку вручну чи набити текст на друкарській машинці, але собівартість та якість такої копія далеко поступалися оригінальним виданням. Зараз якість «саморобних» копій цілком зіставна — наприклад елементарний набір офісної техніки (комп'ютер-принтер-біндер) дозволяє зробити аналог видання книжки в м'якій обкладинці причому собівартість буде не вище ринкової ціни. А книга є найбільш «матеріальним» з інтелектуальних продуктів. Що стосується програмного забезпечення чи оцифрованої музики, то різниця якості ліцензійного та піратського продукту часто взагалі відсутня за величезної різниці в цінах.
Щодо вартості масової продукції, що є об'єктом прав інтелектуальної власності, то в розвинутих країнах вона визначається високою платоспроможністю попиту. Матеріальна складова в собівартості вельми незначна — не більше кількох відсотків. Таким чином основна додана вартість в подібній продукції створюється за рахунок права власності на використання. Виникає ситуація коли споживачі мають платити за продукт який (чи подібний зіставної якості) можна отримати заплативши в багато разів менше якщо порушити право власності. Саме перспектива отримати надприбуток (абсолютний чи відносний у вигляді економії) і є першопричиною піратства, але слід зауважити, що пірати лише користуються з створеної тримачами прав ситуації вкрай нерівномірного перерозподілу прибутків на свою користь.
Піратство у галузі інтелектуальної власності особливо поширене у країнах з невисоким прибутком на душу населення. Основною причиною широкого розповсюдження піратства у таких країнах є неплатоспроможність населення цих країн адже ціни на піратські продукти є у десятки разів нижчими аніж ціни які встановлюють правовласники. Окрім цього піратство може сприяти забезпеченню доступу широких верств населення до інформації, поширення якої обмежене правовласниками із певної причини.

## Кібер-піратство в Україні
За даними Асоціації виробників програмного забезпечення (англ. Business Software Alliance) в щорічному звіті «Глобальне дослідження піратства за 2011 рік» рівень кібер-піратства в Україні в 2011 році після трьох років зростання знизився на 2 п.п. до 84 %. У той же час, неліцензійне ПЗ в країні подорожчало більш ніж на 13 % в порівнянні з показником попереднього року, досягнувши рекордних $647 млн.